# Costus zingiberoides
Costus zingiberoides là một loài thực vật có hoa trong họ Costaceae. Loài này được J.F.Macbr. mô tả khoa học đầu tiên năm 1931.